# Degrassi: Next Class
Degrassi: Next Class è una serie televisiva canadese prodotta dal 2016 al 2017.
La serie fa parte del franchise di Degrassi che comprende diverse serie TV ambientate nella scuola Degrassi Community School a Toronto.
La serie è stata ordinata subito dopo la cancellazione della longeva, Degrassi: The Next Generation, andata in onda per 14 stagioni dal 2001 al 2015. In Canada va in onda sulla rete Family Channel, in Australia sulla rete ABC TV, mentre negli Stati Uniti e in Italia è trasmessa sulla piattaforma streaming Netflix.
Il 7 marzo 2019 il produttore Stefan Brogren ha annunciato la cancellazione della serie.

## Trama
La serie narra delle vicende dei ragazzi frequentanti la Degrassi Community School a Toronto. 
Il programma è ancora una volta un teen drama che si concentra su temi adolescenziali di grande spessore, quali sesso, alcool, droga, omosessualità, bisessualità, suicidio, autolesionismo, malattie veneree, ma anche internet e l'effetto dei social network sui ragazzi di oggi.

## Personaggi e interpreti
La seguente lista include tutti i membri fissi del cast della serie. Alcuni sono stati introdotti nel primo episodio, altri invece erano già apparsi tra l'undicesima e la quattordicesima stagione di Degrassi: The Next Generation.

### Studenti
- Francesca "Frankie" Hollingsworth (stagione 1-4), interpretata da Sara Waisglass
- Goldi Nahir (stagione 1-4), interpretata da Soma Bhatia
- Grace Cardinal (stagioni 1-4), interpretata da Nikki Gould
- Hunter Hollingsworth (stagione 1-4), interpretato da Spencer MacPherson
- Jonah Haak (stagioni 1-4), interpretato da Ehren Kassam
- Lola Pacini (stagione 1-4), interpretata da Amanda Arcuri
- Maya Matlin (stagioni 1-4), interpretata da Olivia Scriven
- Miles Hollingsworth III (stagioni 1-4), interpretato da Eric Osborne
- Shay Powers (stagione 1-4), interpretata da Reiya Downs
- Deon "Tiny" Bell (stagioni 1-4), interpretato da Richard Walters
- Tristan Milligan (stagioni 1-4), interpretato da Lyle Lettau
- Vijay Maraj (stagione 1-4), interpretato da Dante Scott
- Winston "Chewy" Chu (stagioni 1-4), interpretato da Andre Kim
- Zoe Rivas (stagioni 1-4), interpretata da Ana Golja
- Yael Baron (stagione 1-4), interpretata da Jamie Bloch
- Zigmund "Zig" Novak (stagioni 1-4), interpretato da Ricardo Hoyos
- Archibald "Archie" Simpson (stagione 1-4), interpretato da Stefan Brogren
- Esme Song (stagione 1-4), interpretata da Chelsea Clark
- Baaz Nahir (stagione 1-4), interpretato da Amir Bageria
- Saad Al'Maliki (stagione 3-4), interpretato da Parham Rownaghi
- Rasha Zuabi (stagione 3-4), interpretato da Dalia Yegavian

## Episodi
Sia in inglese che in italiano, tutti i titoli degli episodi hanno il cancelletto "#" davanti.
| Stagione         | Episodi | Prima TV originale | Pubblicazione Italia |
| ---------------- | ------- | ------------------ | -------------------- |
| Prima stagione   | 6       | 2016               | 2016                 |
| Seconda stagione | 10      | 2016               | 2016                 |
| Terza stagione   | 12      | 2017               | 2017                 |
| Quarta stagione  | 12      | 2017               | 2017                 |

## Produzione
La prima stagione è stata trasmessa in Canada su Family Channel a partire dal 4 gennaio 2016. In seguito è stata resa disponibile su Netflix negli USA il 15 gennaio 2016. La prima stagione è stata resa disponibile in Italia, sempre su Netflix, a partire dal 13 marzo 2016.
Il 19 gennaio 2016 la serie è stata rinnovata per una seconda stagione, sempre di dieci episodi.
La seconda stagione è stata trasmessa in anteprima in Australia, a partire dal 30 maggio 2016, su ABC3. L'intera seconda stagione è stata resa disponibile in tutto il mondo, Italia inclusa, il 22 luglio 2016, su Netflix, fatta eccezione per il Canada dove è disponibile sull'app di Family Channel.
Il 12 aprile 2016 la serie è stata rinnovata per una terza e una quarta stagione, entrambe sempre di dieci episodi. La terza stagione è stata resa disponibile il 6 gennaio 2017. La quarta stagione sarà resa disponibile il 30 giugno 2017 sull'app di Family Channel in Canada e il 7 luglio 2017 in Italia su Netflix.
Ad aprile 2017 sono iniziati i provini per i nuovi personaggi protagonisti della quinta e della sesta stagione.
Nel 2019 viene annunciata la cancellazione della serie.